# Coupe d'Italie de football 1977-1978
Navigation
Coupe d'Italie 1976-1977 Coupe d'Italie 1978-1979
La Coupe d'Italie de football 1977-1978, est la 31e édition de la Coupe d'Italie.

## Déroulement de la compétition

### Participants

#### Serie A (D1)
Les 16 clubs de Serie A sont engagés en Coupe d'Italie.

#### Serie B (D2)
Les 20 clubs de Serie B sont engagés en Coupe d'Italie.

## Résultats

### Premier tour
Le tenant du titre, Milan AC est exempté du premier tour, les 35 participants sont répartis dans sept groupes de 5 et se rencontrent une fois. Les 7 premiers de groupe se qualifient pour le deuxième tour.

### Deuxième tour

#### Groupe A
| Rang | Équipe      | Pts | J | G | N | P | Bp | Bc | Diff |
| ---- | ----------- | --- | - | - | - | - | -- | -- | ---- |
| 1    | Inter Milan | 9   | 6 | 3 | 3 | 0 | 8  | 2  | +6   |
| 2    | Fiorentina  | 7   | 6 | 2 | 3 | 1 | 8  | 5  | +3   |
| 3    | Torino      | 5   | 6 | 1 | 3 | 2 | 4  | 5  | -1   |
| 4    | Monza       | 3   | 6 | 1 | 1 | 4 | 5  | 13 | -8   |

#### Groupe B
| Rang | Équipe     | Pts | J | G | N | P | Bp | Bc | Diff |
| ---- | ---------- | --- | - | - | - | - | -- | -- | ---- |
| 1    | SSC Naples | 8   | 6 | 3 | 2 | 1 | 10 | 2  | +8   |
| 2    | Milan AC   | 8   | 6 | 3 | 2 | 1 | 11 | 5  | +6   |
| 3    | Juventus   | 5   | 6 | 2 | 1 | 3 | 7  | 14 | -7   |
| 4    | Tarente    | 3   | 6 | 0 | 3 | 3 | 3  | 10 | -7   |

### Finale
La finale se joue le 8 juin 1978 au stade olympique de Rome, l'Inter Milan remporte son deuxième titre en battant Naples deux à un.
| Club        | Score | Club       |
| ----------- | ----- | ---------- |
| Inter Milan | 2-1   | SSC Naples |